# PAOK Soluň (fotbal)
PAOK Soluň (řecky: Πανθεσσαλονίκειος Αθλητικός Όμιλος Κωνσταντινουπολιτών) je řecký fotbalový klub ze Soluně. PAOK byl založen v roce 1926 jako pokračovatel organizace Hermes, která vznikla v roce 1875 v řecké komunitě v Turecku. Klub hraje na stadionu Toumba, který byl také jednim z fotbalových hřišť Letních olympijských her 2004 v Řecku.

## Úspěchy
- 4× vítěz řecké Superligy (1976, 1985, 2019, 2024)
- 8× vítěz řeckého poháru (1972, 1974, 2001, 2003, 2017, 2018, 2019, 2021